# دردار حرجي
دردار حرجي (الاسم العلمي: Ulmus nemorosa) هو نوع نباتي يتبع جنس الدردار من فصيلة الدردارية.